# Вишняківка (Кропивницький район)
Вишня́ківка — село в Україні, у Соколівській сільській громаді Кропивницького району Кіровоградської області. Населення становить 451 особа.

## Географія
Населений пункт Вишняківка знаходиться в північно-західному напрямку від обласного центру — міста Кропивницький. Місцевість степова, пересічена балкою, яка тягнеться вздовж села і переділяє його на дві половини. У цій балці тече річка Чабанка, яка є правою притокою річки Сугоклеї. Через центр Вишняківки проходить шосейна дорога.
Від економічних центрів село розташоване на відстані 105—140 км (Кривий Ріг — 140 км, Олександрія — 105 км, Кіровоград — 25 км). До найближчого порту Світловодська — 156 км, Кременчука — 163 км.
В основі тектонічної будови села лежить давня докембрійська Східноєвропейська платформа. В її тріщині сформувався Український щит. Геологічна розвідка, яка працювала в 1962 – 1965 роках, показала, що на території села є поклади молодого бурого вугілля, глини, піску, жорстви, а в північному напрямку, в кінці села, виходять на поверхню кристалічні породи та поклади білої глини.
Географічні координати населеного пункту Вишняківка — 48° 15’ північної широти та 32° 12’ східної довготи.

## Клімат
Клімат населеного пункту помірно континентальний. Рівень залягання підземних вод коливається від 2–3 метрів до 18–20 метрів. Артезіанські води — на глибині 50–70 метрів, але використання їх обмежується заляганням на глибинах 20—40 метрів уранових жил (вода має досить високий вміст радону).

## Природа
Село Вишняківка має великі земельні ресурси, на яких сформований чорнозем звичайний з глибиною гумусового горизонту — 1,2–1,4 метра, суглинистого механічного складу з високим вмістом органічних речовин у верхньому шарі (до 15% в товщі до 20 см), з кислотною реакцією рН=5,7.
Оскільки село Вишняківка розташоване в степовій зоні, то характерним типом рослинності є ковилово-типчакове різнотрав'я. Лісів немає, проте є багато штучних лісових посадок.

## Населення
Згідно з переписом УРСР 1989 року чисельність наявного населення села становила 498 осіб, з яких 224 чоловіки та 274 жінки.
За переписом населення України 2001 року в селі мешкало 446 осіб.

## Мова
Розподіл населення за рідною мовою за даними перепису 2001 року:Населення с. Вишняківка станом на  1 січня 2013 року складає 521 особу.
Переважають українці, проте проживають й представники національних меншин: росіяни, вірмени, молдовани.
| Мова       | Відсоток |
| ---------- | -------- |
| українська | 89,14 %  |
| російська  | 4,43 %   |
| молдовська | 3,33 %   |
| вірменська | 2,44 %   |
| білоруська | 0,67 %   |

## Історія

### Заснування села та його перші мешканці
З усних переказів місцевих жителів села встановлено, що населений пункт засновано приблизно в першій чверті XIX століття місцевим поміщиком на прізвище Вишняк. За тих часів село було невеликим і поділялося на дві частини: Липки і Водяна. Цей поміщик-кріпосник мав 2750 гектар орної землі і досить багато кріпосних селян. За радянських часів, в 1963 році, було розорано кладовище, де ховали кріпосних селян.
Після смерті Вишняка його землі перейшли до поміщиків: Слобідського — 408 гектарів, Ямпольського — 400 гектарів, Бережного — 300 гектарів. Частина земель належала заможному селянству: Великому — 180 гектарів, Книшу — 90 гектарів, Попову — 90 гектарів, Іваненку — 60 гектарів, Чигиринському — 20 гектарів.
Внаслідок відміни кріпосного права, на території Російської імперії спостерігаються міграційні процеси. Саме в цей час, в другій половині XIX століття чисельність населення села починає поступово збільшуватися. Першими переселенцями, які прийшли у Вишняківку були мешканці Єлисаветполя і Новомиргорода (викупили землі, які належали поміщику Слобідському), про що свідчать назви частин села. Особливо активізувались міграційні процеси на початку XX століття, коли територія села почала приваблювати переселенців з Київської губернії та південних регіонів Херсонської губернії. У 1910 році переселенці з Київщини викупили землі поміщика Ямпольського — цю частину села стали називати Лозоваткою.
Так, на початку XX століття, населений пункт складається з шести частин — Липки, Водяна, Вишняківка, Єлісаветполь, Новомиргородка, Лозоватка.
В цілому населений пункт називали на честь засновника — Вишняківка. Село знаходилось в адміністративному підпорядкуванні Ганнинської волості Єлисаветградського повіту Херсонської губернії.
Переселенці платили досить велику орендну плату (90 карбованців на рік за 10 десятин), внаслідок чого основна маса селянства розорялася.
Відомо, що в 1905 році у Вишняківці мешкав революціонер на прізвище Ар, який був одружений з дочкою місцевого поміщика Слобідського. Дружина Ара змушена була продати землю заможному селянину Великому, так як її чоловіка постійно переслідували за його революційну діяльність.
До 1917 року на території села не було ні промислових об'єктів, ні культурно-освітніх установ. Єдиним торговельно-побутовим об'єктом була бакалійна лавка та постоялий двір, які належали єврею Шльомі.
Не було на території села і медичної установи. Медичне обстеження населення відбувалось один раз на 4-5 років, коли приїздили лікарі повітової земської лікарні.
1859 року у власницькому селі Єлисаветградського повіту Херсонської губернії, мешкало 314 осіб (161 чоловічої статі та 153 — жіночої), налічувалось 48 дворових господарства.
Станом на 1886 рік у колишньому власницькому селі Ганнинської волості мешкало 149 осіб, налічувалось 27 дворових господарств, існував шинок.
За даними 1894 року у селі мешкало 199 осіб (111 чоловічої статі та 98 — жіночої), налічувалося 69 дворових господарства                          

### Радянська влада в селі
Радянська влада прийшла у Вишняківку у 1919 році. У 1919—1920 роках були створені партійна та комсомольська організації. У 1923 році в селі було відкрито семирічну школу — першу освітню установу в селі, яка у 1940 році стала десятирічною. При школі було закладено великий фруктовий сад. Протягом 1922—1923 років у Вишняківці відкрилося два магазини. У 1929 році почали з'являтися і перші сільськогосподарські об'єднання — артілі: імені В. І. Леніна, «Краще життя», «Новий господар». Ініціаторами заснування артілей стали селяни Лисенко О., Рак А., Павлов І. З 1935 року медичну допомогу в селі надавала Друга міська лікарня міста Кіровограда, а з 1938 року було відкрито фельдшерсько-акушерський пункт.

### Німецько-радянська війна
Мирний спокій села Вишняківка був перерваний у серпні 1941 року. При наступі німців запеклих боїв не було, за винятком повітряних сутичок. Мешканці Вишняківки активно піднялися на боротьбу з ворогом. Десятки заяв з проханням направити на фронт надійшли до військкомату уже в перші дні війни. Одними з перших стали заяви Бондаренка Миколи Арсенійовича, Камардаша Якова Микитовича, Басистого Омеляна Григоровича, Сільченка Степана Сидоровича, Рака Феодосія Івановича.
Німецька окупація упродовж 1941—1944 років завдала Вишняківці великої шкоди: будинки були спалені й зруйновані, школа розбита, великий сад при школі — вирубаний окупантами. На території села були викопані окопи та бліндажі.
У 1941—1943 роках на території села розташовувався табір радянських військовополонених, який налічував близько 40000 осіб.
Під час звільнення населеного пункту, навесні 1944 року, розгорнулися жорстокі бої біля села Чайківка, під Крупським, а у Вишняківці стояла далекобійна артилерія.
У визволенні Вишняківки брав участь 106 гвардійський стрілковий полк 36 гвардійської стрілкової дивізії 7 гвардійської армії. Після двогодинного бою 14 березня 1944 року село було звільнено від німецьких військ. Вже майже нікого не залишилося в живих серед тих, хто брав участь у німецько-радянській війні, але пам'ять про них залишається в серцях їхніх нащадків. Про подвиги земляків нам завжди нагадують квіти біля пам'ятників і обелісків, експонати музеїв бойової слави у селах нашого району.

### Повоєнне життя
Після звільнення села починається важкий період повоєнної відбудови. Населення почало повертатися з евакуації, з фронту поверталися вцілілі односельчани. В селі почали відновлювати старі і розбудовувати нові споруди. Протягом першої повоєнної п'ятирічки в селі побудували нові тваринницькі ферми, електропідстанцію, два магазини, прибудовано 4 класні кімнати до шкільного приміщення. У 1945 році в селі відкривається фельдшерсько-акушерський пункт, який тривалий час очолював Твердовський Олексій Григорович.
У 1950-х роках починається процес укрупнення колективних господарств. Так в 1958 році було створено об'єднане колективне господарство імені Крупської, в яке увійшли села Крупське, Ганнинське, Назарівка та Вишняківка. Першим головою колгоспу був Мезєнцев Василь Єрофійович. У 1962 році колгосп імені Крупської очолив вишняківець Мотузенко Іван Свиридович. В об'єднаному колгоспі налічувалося 7825 гектар землі, в тому числі 6360 гектарів орної землі, 215 гектарів садів. Господарство спеціалізувалося на вирощенні як зернових, так і технічних культур: пшениці. Ячменю, проса, кукурудзи, гречки, соняшника, гороху, буряку. У 1960—1970-х роках врожайність основних сільськогосподарських культур складала: озима пшениця — 25—27 ц. з га, кукурудза — 45—50 ц. з га, соняшник — 18—20 ц. з га, буряк — 250—300 ц. з га.
Поступово село забезпечувалося потрібною сільськогосподарською технікою. Так в 1960 році на полях Вишняківки працювало 14 тракторів, 8 комбайнів, культиватори, сівалки, навантажувачі, очисні машини.
В 1958 році у селі з'являються перші телевізійні приймачі у Ковтуна В. І. та Мартиновського М. Д.
У 1960—1970-х роках село Вишняківка активно розбудовується. З’являються нові приміщення МТС, гаражі для вантажного транспорту та сільськогосподарських машин, новий сільський клуб на 300 місць.
В селі була велика пасіка, якою довгий час керував Мартиновський Микола Дмитрович. Продукція Вишняківської пасіки мала великий попит не лише в області, а й по всій Україні. А Мартиновський М. Д. брав участь у Всеукраїнських сільськогосподарських виставках.
У 1972 році було збудовано і здано в експлуатацію нове приміщення Вишняківської школи.
В 1970—1980-х роках значно розбудовується житловий комплекс села. На кошти колгоспу будуються будинки по вулиці Молодіжній.

### Сучасна Вишняківка
На даний час на території Вишняківської сільської ради зареєстровано 9 дрібних і середніх підприємств, переважно сільськогосподарського спрямування. Найбільшими з них є ТОВ «РосАгро» (керівник Моцний Р. В.), ФГ «Олеся» (керівник Кондратенко С. І.), СФГ Мотузенко О. В., ПП Рудяк А. В., а також декілька одноосібників. Базовим сільськогосподарським  підприємством в селі Вишняківка  є ТОВ «Рос Агро» (виконавчий директор Тарасенко Микола Миколайович), яке спеціалізується на вирощуванні зернових культур і є одним з лідерів району в цій галузі. Господарство має в обробітку 1713 га землі. Для зберігання зерна збудовано зерносховище об'ємом 6 тисяч тонн. ТОВ «Рос Агро» бере активну участь у соціально-економічному розвитку села.

## Відомі люди
- Мартиновський Микола Дмитрович — пасічник, учасник всеукраїнської сільськогосподарської виставки у Києві по бджільництву.
- Мальч Олександр Валерянович — Заслужений садівник України.
- Мотузенко Анатолій Олександрович — водій, нагороджений Орденом Трудового Червоного Прапора.
- Мотузенко Ніна Іванівна — вчитель Вишняківської школи у 1953—2008 роках (55 років трудового стажу у с. Вишняківка).
- Рибалко Віра Семенівна — ланкова, нагороджена орденом Леніна за досягнення високої урожайності цукрового буряка.
- Сумська Лідія Миколаївна — вчитель математики Вишняківської школи (45 років трудового стажу).
- Твердовський Олексій Григорович' — фельдшер, завідував Вишняківським фельдшерським пунктом у 1946—1994 роках.
- Тимофієнко Євдокія Григорівна — доярка, нагороджена Орденом Слави III ступеня.